# JALways
JALways (Japans: 株式会社JALウェイズ, Kabushiki-gaisha JAL Weizu) is een Japanse luchtvaartmaatschappij. Het is een dochteronderneming van Japan Airlines en voert met vliegtuigen van Japan Airlines lijnvluchten uit.

## Codes
- IATA Code: JO
- ICAO Code: JAZ
- Roepletter: J-Ways

## Geschiedenis
JALways is opgericht in 1990 als Japan Air Charter Company door Japan Airlines. In 1999 werd de naam gewijzigd in JALways en in 2001 kreeg Japan Airlines de volledige zeggenschap over de maatschappij.

## Vloot
De vloot van JALways bestaat uit:(oktober 2007)
- 1 Boeing 747-200B

De meeste vluchten worden uitgevoerd door vliegtuigen van Japan Airlines International.